# Phantasm II
Phantasm II is een Amerikaanse horrorfilm uit 1988 onder regie van Don Coscarelli. Het is het twee deel in de Phantasm-filmserie.

## Verhaal
De film begint waar de Phantasm eindigde. Mike is door de Tall Mann aangevallen maar Reggie weet hem te redden door het huis te laten ontploffen. tien jaar later wordt Mike vrijgelaten uit de psychiatrische instelling. Samen met Reggie proberen ze de Tall man te stoppen, voor hij meer slachtoffers maakt.

## Rolverdeling
| Acteur              | Personage            |
| ------------------- | -------------------- |
| Angus Scrimm        | The Tall Man         |
| James LeGros        | Mike Pearson         |
| Reggie Bannister    | Reggie               |
| Paula Irvine        | Liz Reynolds         |
| Samantha Phillips   | as Alchemy           |
| Kenneth Tigar       | Eerwaarde Meyers     |
| Rubin Kushner       | Opa Alex Murphy      |
| Ruth C. Engel       | Oma Murphy           |
| Stacey Travis       | Jeri Reynolds        |
| A. Michael Baldwin  | Jonge Mike           |
| J. Patrick McNamara | Psycholoog           |
| Mark Anthony Major  | Begrafenisondernemer |